# Збірна Сан-Томе і Принсіпі з футболу
Збірна Сан-Томе і Принсіпі з футболу — це національна футбольна команда Сан-Томе і Принсіпі, що керується Сантомійською федерацією футболу.
Станом на 28 листопада 2024 посідає 189-e місце у рейтингу футбольних збірних світу.

## Історія
Свій перший міжнародний матч Національна Збірна Сан-Томе і Принсіпі зіграла 29 липня 1976 року в Габоні проти збірної Чаду. Це був матч у рамках Центральноафриканських ігор, у якому Збірна Сан-Томе і Принсіпі програла з рахунком 0:5. Наступний матч збірної проти Республіки Конго завершився розгромною поразкою Сан-Томе і Принсіпі з рахунком 0:11, на сьогодні це найбільша поразка збірної за весь час її виступів. Завершила виступи на турнірі збірна поразкою з рахунком 1:2 від Центральноафриканської Республіки.
Після одинадцятирічної перерви, Сан-Томе програв Гвінеї-Бісау з рахунком 0:2 і, що ще більш важливо, взяв свої перші очки завдяки нічиїй проти Анголи. Це було великим розчаруванням, тому що збірна Анголи була помітною фігурою у футболі Південної Африки, пізніше команда виступала на Кубку світу, а збірна Сан-Томе програла всі чотири матчі до очного протистояння обох вище вказаних збірних.
Зелено-жовті зробили ще одну тривалу перерву, цього разу на дев'яти років, перед тим як зіграти декілька матчів, серед яких і перша перемога в матчі проти Екваторіальної Гвінеї з рахунком 2:0 у 1999 році. Натхненна цим успіхом, вже в наступному матчі збірна переграла й Сьєрра-Леоне з рахунком 2:0. Ця серія з двох поспіль перемог та декількох нічийних матчів пізніше допомогла збірній Сан-Томе і Принсіпі посісти найвище для неї, на сьогодні, місце в рейтингу ФІФА — 179.
У 2003 році збірна Сан-Томе програла Лівії 0:1 та 0:8, ця поразка була головним ударом по їх попередніх успіхах. Збірна Сан-Томе і Принсіпі не брала участі в кваліфікації до ЧС-2010, зняття зі змагань їх напередодні першого матчу, призвело до того, що збірна не була включена до рейтингу ФІФА, тому що вони не грали матчі протягом чотирьох останніх років.
11 листопада 2011 року, після восьмирічної перерви, Збірна Сан-Томе і Принсіпі взяла участь у кваліфікації до чемпіонату світу 2014 року, поступилась у себе вдома з рахунком 0:5 збірній Конго, а через чотири дні розписали нічию 1:1. Збірну Сан-Томе і Принсіпі відновили в рейтингу ФІФА 23 листопада 2011 року під номером 192.

## Виступи на ЧС
- 1930—1990 — не брала участі
- 1994 — знялась зі змагань
- 1998 — не брала участі
- 2002—2006 — не кваліфікувалась
- 2010 — знялась зі змагань
- 2014—2018 — не кваліфікувалась

## Виступи на Кубку африканських націй
- 1957—1998 — не брала участі
- 2000—2002 — не кваліфікувалась
- 2004 — знялась зі змагань
- 2006 — не кваліфікувалась
- 2008 — не брала участі
- 2010 — знялась зі змагань
- 2012 — не брала участі
- 2013—2015 — не кваліфікувалась
- 2017
- 2019
- 2021— не пройшла кваліфікацію

## Відомі гравці
- Дунги Ліма - воротар